# ياركو نييمينن

## روابط إضافية
- Jarkko Nieminen's official website
- ياركو نييمينن على موقع رابطة محترفي التنس (الإنجليزية)
- ياركو نييمينن على موقع الاتحاد الدولي لكرة المضرب (الإنجليزية)
- ياركو نييمينن على موقع كأس ديفيز (الإنجليزية)
- ياركو نييمينن على موقع خلاصة التنس.كوم (الإنجليزية)
- ياركو نييمينن على موقع إي إس بي إن.كوم (الإنجليزية)
- ياركو نييمينن على موقع أوليمبيديا (الإنجليزية)
- Davis Cup profile
- Player of the Day-2005 U.S. Open
- Nieminen Recent Match Results
- Nieminen World Ranking History
- Finnish Men Recent Match Results